# Marisa Masullo
Marisa Masullo (Milano, 8 maggio 1959) è un'ex velocista italiana.
Ex primatista italiana dei 100 e 200 metri prima dell'avvento di Manuela Levorato, è l'atleta che ha vestito in assoluto più volte la maglia azzurra, vantando 79 presenze in nazionale dal 1977 al 1993. Ha vinto 42 titoli nazionali (30 a livello individuale e 12 con le staffette societarie) tra 100 m, 200 m, staffette 4×100 m e 4×400, 60 e 200 m indoor.

## Biografia
Ha partecipato a tre edizioni dei Giochi olimpici: Mosca 1980, Los Angeles 1984 (dove è stata semifinalista nei 200 m con il record italiano 22"88 e finalista nella 4×400 m con Patrizia Lombardo, Cosetta Campana, Erica Rossi), e Seul 1988.
Al suo attivo anche tre partecipazioni ai Mondiali, 4 Europei, 4 Giochi del Mediterraneo dove ha fatto incetta di medaglie nello sprint e 5 Universiadi (nell'edizione di Bucarest ha conquistato l'argento nei 200 m e il bronzo nella 4×100 m)
Capitana della nazionale dal 1988 al 1993 si è distinta per grinta e determinazione; era soprannominata "la pantera". Nonostante non sia più primatista italiana delle due distanze dello sprint outdoor, detiene ancora il record italiano dei 60 m con 7"19 (ottenuto agli Europei indoor di Budapest nel 1983 ove conquistò la medaglia di bronzo) e quelli di specialità "fuori standard" quali i 50 m indoor e la staffetta 4×200 m outdoor.
Oggi la Masullo si occupa di pubbliche relazioni ed è giornalista; vive a Roma. Il 3 luglio 2011 si è sposata con il fotografo e mental coach Claudio Petrucci.
Dal 2014 al 2017 è stata coach di atletica leggera per l'ACSI Campidoglio Palatino, mentre a fine 2017 ha cambiato società passando all'Atletica Studentesca Rieti Andrea Milardi.

## Record nazionali

### Seniores
- Staffetta 4×200 metri: 1'35"52 ( Brescia, 27 maggio 1989) (Marinella Signori, Francesca Carbone, Marisa Masullo, Rossella Tarolo)
- 50 metri piani indoor: 6"31 ( Grenoble, 22 febbraio 1981)
- Staffetta 4×200 metri indoor: 1'34"05 ( Torino, 11 febbraio 1984) (Laura Miano, Daniela Ferrian, Erica Rossi, Marisa Masullo)

## Palmarès
| Anno | Manifestazione          | Sede        | Evento      | Risultato        | Prestazione | Note             |
| ---- | ----------------------- | ----------- | ----------- | ---------------- | ----------- | ---------------- |
| 1979 | Giochi del Mediterraneo | Spalato     | 100 metri   | Argento          | 11"66       |                  |
| 1979 | Giochi del Mediterraneo | Spalato     | 200 metri   | Oro              | 23"26       |                  |
| 1980 | Giochi olimpici         | Mosca       | 100 metri   | quarti di finale | 11"57       |                  |
| 1980 | Giochi olimpici         | Mosca       | 200 metri   | quarti di finale | 23"74       |                  |
| 1981 | Universiade             | Bucarest    | 200 metri   | Argento          | 23"36       |                  |
| 1981 | Universiade             | Bucarest    | 4×100 metri | Bronzo           | 44"43       |                  |
| 1983 | Europei indoor          | Budapest    | 60 metri    | Bronzo           | 7"19        | Record nazionale |
| 1983 | Giochi del Mediterraneo | Casablanca  | 100 metri   | Argento          | 11"47       |                  |
| 1983 | Giochi del Mediterraneo | Casablanca  | 200 metri   | Bronzo           | 23"12       |                  |
| 1984 | Giochi olimpici         | Los Angeles | 200 metri   | semifinale       | 22"88       |                  |
| 1984 | Giochi olimpici         | Los Angeles | 4×400 metri | 6ª               | 3'30"82     |                  |
| 1987 | Giochi del Mediterraneo | Laodicea    | 200 metri   | Oro              | 23"35       |                  |
| 1988 | Giochi olimpici         | Seul        | 100 metri   | batteria         | 11"71       |                  |
| 1988 | Giochi olimpici         | Seul        | 200 metri   | quarti di finale | 23"52       |                  |
| 1988 | Giochi olimpici         | Seul        | 4×100 metri | semifinale       | 43"97       |                  |
| 1991 | Giochi del Mediterraneo | Atene       | 200 metri   | Oro              | 23"21       |                  |

## Campionati nazionali

Marisa Masullo in una foto dei primi anni 1980.

La Masullo ha conquistato 30 volte il titolo nazionale a livello individuale, 21 volte all'aperto e 9 volte indoor. In questa speciale classifica è seconda solamente alla lanciatrice (peso e disco) Agnese Maffeis che ne ha conquistati 38. In staffetta ha conquistato 12 titoli nazionali.
- 11 volte campionessa nazionale nei 100 metri piani (1980, 1981, 1982, 1983, 1984, 1985, 1987, 1988, 1990, 1991, 1992)
- 10 volte campionessa nazionale nei 200 metri piani (1978, 1980, 1981, 1982, 1983, 1985, 1987, 1988, 1990, 1992)
- 6 volte campionessa nazionale indoor nei 60 metri piani (1979, 1981, 1983, 1985, 1991, 1993)
- 3 volte campionessa nazionale indoor nei 200 metri piani (1980, 1984, 1988)
- 2 volte campionessa nazionale nella staffetta 4×100 metri (Sisport Iveco Torino 1984, Snia BDP Milano 1985)
- 4 volte campionessa nazionale nella staffetta 4×400 metri (Sisport Iveco Torino 1983-1984, Snia BDP Milano 1985-1986)

1987
- Argento ai campionati italiani assoluti indoor, 60 m piani - 7"48